# 13Hor
13Hor, właściwie Trezor Trez – belgijski raper pochodzenia kongijskiego.

## Dyskografia

### Albumy studyjne
| Rok  | Dane dot. albumu |
| ---- | --- |
| 2007 | Proses d’Assassin - Wydany: 12 listopada 2007 - Wytwórnia: Same Same Productions, Da Hype Publishing - Format: CD, digital download |
| 2010 | Cris du cœur - Wydany: 24 października 2010 - Wytwórnia: Same Same Productions - Format: Digital download                           |

### Single
| Rok  | Tytuł                    | Album             |
| ---- | ------------------------ | ----------------- |
| 2007 | „Lève les bras en l’air” | Proses d’Assassin |